# Árpád Fazekas
Árpád Fazekas (Szombathely, 23 giugno 1930 – Budapest, 10 agosto 2018) è stato un calciatore ungherese, di ruolo portiere.

## Carriera

### Club
Ha giocato nel campionato ungherese, tedesco e belga.

### Nazionale
Ha collezionato 5 presenze con la maglia della Nazionale.

## Palmarès

### Club

#### Competizioni nazionali
- Coppa di Germania

Bayern: 1957
- Campionato belga: 1

Anderlecht: 1963-1964 (senza presenze)